# Adetokumboh M’Cormack

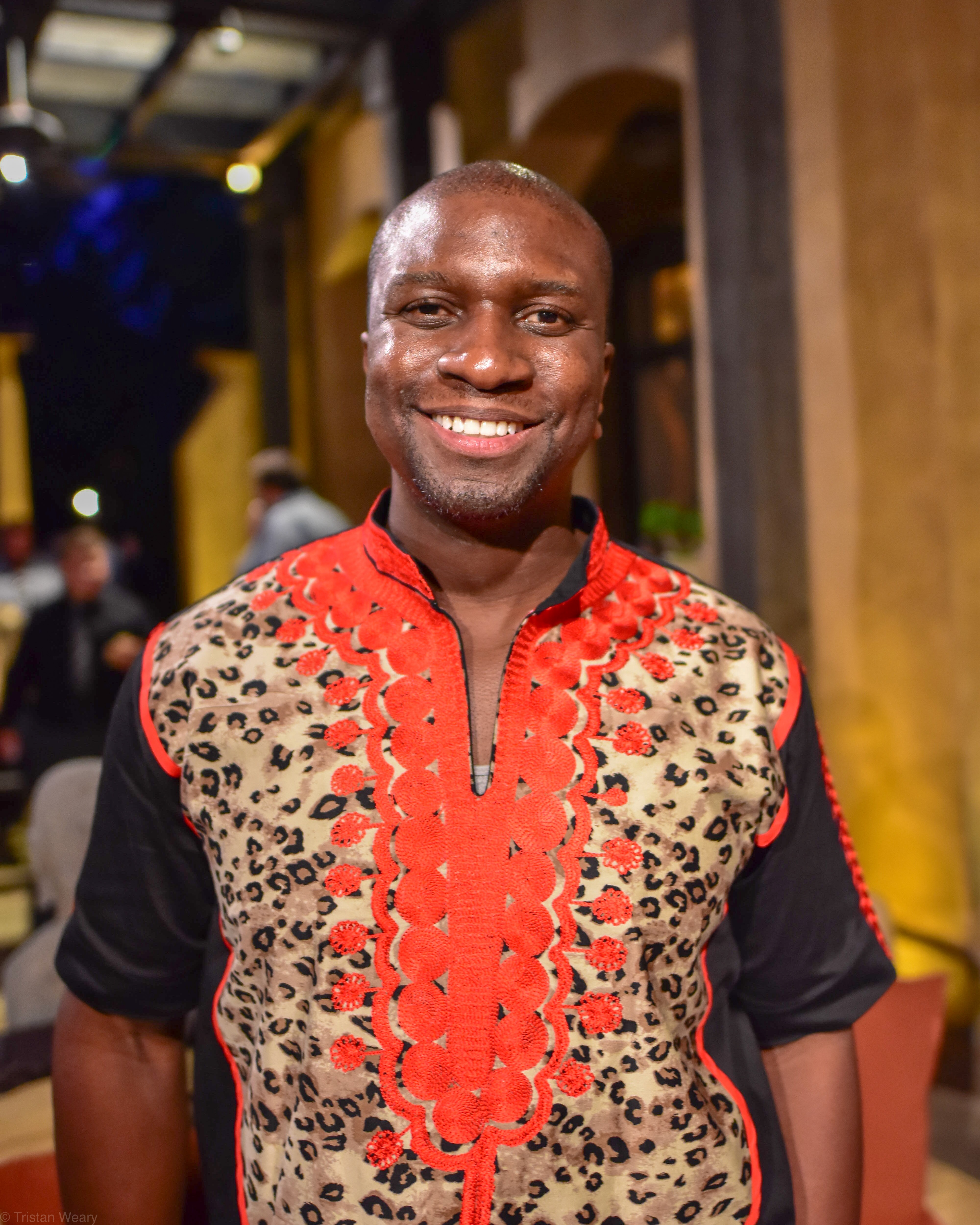
Adetokumboh M’Cormack (2018)

Frederick Adetokumboh M'Cormack (* 27. Februar 1982 in Freetown) ist ein sierra-leonischer Schauspieler, Synchronsprecher, Filmproduzent und Filmregisseur.

## Leben und Karriere
M’Cormack wurde als Sohn eines Diplomaten in Sierra Leone geboren und wuchs in Nigeria, Kenia und England auf. Er besuchte die State University of New York at Purchase in den USA.
1995 in Free Elli – Die Rettung des Elefantenbabys hatte er gemeinsam mit Joseph Gordon-Levitt seine erste Hauptrolle inne. Danach konzentrierte er sich erstmal auf seine Schulausbildung. Erst 2005 mit Whiskey Echo folgte eine zweite Rolle. In einer Episode der Serie The Unit – Eine Frage der Ehre feierte er sein Serien-Debüt. Bekanntheit erlangte er als Schauspieler in den Serien Lost 2006, Gilmore Girls von 2006 bis 2007 und in Heroes im Jahr 2007. Im Film World Invasion: Battle Los Angeles hatte er eine größere Rolle inne.
M’Cormack ist seit 2014 auch als Filmproduzent und Filmregisseur aktiv und arbeitete an den Filmen Me + 1 und El Landlord. Er lieh seiner Stimme diversen Charakteren aus der Computerspiel-Reihe Call of Duty.

## Filmografie (Auswahl)

### Schauspieler
- 1995: Free Elli – Die Rettung des Elefantenbabys (The Great Elephant Escape)
- 2005: Whiskey Echo
- 2006: The Unit – Eine Frage der Ehre (The Unit, Fernsehserie, Episode 1x10)
- 2006: Lost (Fernsehserie, 3 Episoden)
- 2006: Blood Diamond
- 2006–2007: Gilmore Girls (Fernsehserie, 3 Episoden)
- 2007: Without a Trace – Spurlos verschwunden (Without a Trace, Fernsehserie, Episode 6x01)
- 2007: Heroes (Fernsehserie, 4 Episoden)
- 2008: Cold Case – Kein Opfer ist je vergessen (Cold Case, Fernsehserie, Episode 6x02)
- 2009: 24 (Fernsehserie, 2 Episoden)
- 2011: World Invasion: Battle Los Angeles (Battle: Los Angeles)
- 2014: The Return of the First Avenger (Captain America: The Winter Soldier)
- 2014: 37
- 2014: Hieroglyph
- 2014: A Place Called Hollywood
- 2015: Beyond the Mask
- 2015: The Whispers (Fernsehserie, Episode 1x01)
- 2015: Navy CIS (NCIS, Fernsehserie, 3 Episoden)
- 2015: Get Your Life (Fernsehserie, 2 Episoden)
- 2016–2017: This Just In (Fernsehserie, 8 Episoden)
- 2017: Criminal Minds: Beyond Borders (Fernsehserie, Episode 2x01)
- 2017: Me + 1 (Kurzfilm)
- 2017: The Bay (Fernsehserie, Episode 3x14)
- 2018: When Will You Marry? (Fernsehserie)
- 2019: Boxed (Kurzfilm)
- 2019: Sherwood (Fernsehserie, 7 Episoden)
- 2019: The OA (Fernsehserie, Episode 2x01)
- 2019: A Place Called Hollywood (Miniserie, 6 Episoden)
- 2019: The German King (Kurzfilm)
- 2019: The Chosen (Fernsehserie, Episode 1x08)
- 2020: Evil Takes Root
- 2021: Los Angeles
- 2023: A Dark Way Out
- 2023: Do Not Watch

### Filmschaffender
- 2014: End Ebola Now PSA (Kurzfilm; Produktion)
- 2016: October '96 (Kurzfilm; Regie und Produktion)
- 2017: Me + 1 (Kurzfilm; Regie und Produktion)
- 2017: How it Go (Musikvideo; Produktion)
- 2018: A Kiss at Midnight (Kurzfilm; Regie und Produktion)
- 2018: Irish Goodbye (Kurzfilm; Regie und Produktion)
- 2019: The German King (Kurzfilm; Regie und Produktion)

## Synchronisationen (Auswahl)
- 2005: World of Warcraft (Computerspiel)
- 2008: SOCOM: U.S. Navy SEALs Confrontation (Computerspiel)
- 2008: 007: Quantum of Solace (Computerspiel)
- 2011: Ace Combat: Assault Horizon (Computerspiel)
- 2011: Call of Duty: Modern Warfare 3 (Computerspiel)
- 2013: Metal Gear Rising: Revengeance (Computerspiel)
- 2014: Call of Duty: Advanced Warfare (Computerspiel)
- 2016: Uncharted 4: A Thief’s End (Computerspiel)
- 2017: Uncharted: The Lost Legacy (Computerspiel)
- 2018: Adam Ruins Everything (Zeichentrickserie, Episode 2x19)
- 2018: World of Warcraft: Battle for Azeroth (Computerspiel)
- 2018: Call of Duty: Black Ops 4
- 2018–2021: Castlevania (Zeichentrickserie, 28 Episoden)
- 2019: Call of Duty: Modern Warfare
- 2020: Glitch Techs (Animationsserie, Episode 2x09)
- 2020: Blood of Zeus (Zeichentrickserie, 5 Episoden)
- 2020: Fast & Furious Spy Racers (Animationsserie, 2 Episoden)
- 2021: Eine dunkle & grimmige Geschichte (A Tale Dark & Grimm, Animationsserie, 5 Episoden)
- 2023: Verflixte Flüche! (Curses!, Zeichentrickserie, Episode 1x03)